# Bible Adventures
 (décembre 2016).
Si vous disposez d'ouvrages ou d'articles de référence ou si vous connaissez des sites web de qualité traitant du thème abordé ici, merci de compléter l'article en donnant les références utiles à sa vérifiabilité et en les liant à la section « Notes et références ».
Bible Adventures est un jeu de plate-forme chrétien non licencié développé et édité par Wisdom Tree. Le jeu est d'abord sorti en 1991 sur NES puis en 1995 sur Mega Drive.

## Système de jeu
Le jeu est une compilation de 3 jeux basés sur les histoires de l'Ancien Testament :
- Noah's Ark : Le joueur incarne Noé et doit porter des animaux et de la nourriture jusque sur l'Arche. La santé de Noé est rechargée quand il lit les versets de la Bible qui sont dispersés dans les quatre niveaux.

- Baby Moses : Le joueur contrôle Myriam qui doit porter son frère Moïse jusqu'à la fin du niveau. Moïse peut être jeté mais ne mourra pas et les ennemis ne peuvent pas être tués. Si le joueur achève le niveau sans Moïse, le jeu dira "Bon travail, mais vous avez oublié Bébé Moïse" et le niveau doit être recommencé.

- David and Goliath : Le joueur incarne David qui doit porter des moutons tout en évitant des lions ou des ours. Il obtient ensuite une fronde pour se battre contre Goliath.

Dans ces 3 trois jeux les personnages peuvent porter jusqu'à 5 animaux ou objets au-dessus de leurs têtes (comme quand les personnages de Super Mario Bros. 2 portait des légumes). La fluidité de contrôle des personnages est identique à un autre jeu NES, Menace Beach. Le bruitage pour prendre les objets, les jeter, sauter sont les mêmes que dans Menace Beach tout comme  l'oiseau qui prend le personnage et le porte à une partie différente du niveau.

## Rareté
Bible Adventures est un de ces quelques jeux non licenciés. Pour contourner la puce 10NES qui empêche les jeux non autorisés de fonctionner, Wisdom Tree a utilisé la technologie de Tengen pour contourner le mécanisme de sécurité.
La cartouche du jeu est bleu clair, brillante et arrondie sur les côtés, semble totalement différente des cartouches grises des jeux licenciés. Le jeu peut aussi être trouvé dans une cartouche noire.
Bible Adventures n'a pas été vendu dans des magasins de jeu vidéo traditionnels et est ainsi un article rare pour les collectionneurs.

## Critique
Le jeu a été critiqué pour être excessivement didactique (par exemple, le jeu est coupé par des versets de la Bible), pour être fortement copié sur Super Mario Bros. 2 et généralement pour son mauvais gameplay. Il a aussi été critiqué pour le "recyclage" des différents jeux ; puisse que chaque jeu a le même gameplay. Néanmoins, il a été vendu raisonnablement dans des librairies Chrétiennes. Le jeu figure 19e dans le classement des "20 pires jeux de tous les temps" du magazine américains Electronic Gaming Monthly, et a été testé par l'Angry Video Game Nerd.